# Roby Roels
Roby Roels (26 juni 1974) is een Vlaams weerman en wiskundige aan de KHLeuven. 
In het verleden was hij edutainer bij Technopolis, organisator van Science Café Leuven en weerman bij Vlaanderen Vandaag op VT4. Verder is hij gespecialiseerd in wetenschapscommunicatie. In zijn kenmerkende stijl, het zogenaamde 'edutainment', maakte Roels op VT4 een soms spraakmakend weerbericht met veel woordspelingen en verwijzingen naar de actualiteit. 
Zo alludeerde hij kort na het aanstellen van regering Di Rupo I op een uitspraak van politicus Bart De Wever over een zogenaamde obesitasregering. 

"We hebben nu toch een obesitasregering, dus er kan nog wel een postje bij. Zo wil ik graag een staatssecretaris voor Rukwinden toevoegen."

Die uitspraak werd door kwaliteitskrant De Standaard opgenomen in hun jaaroverzicht. Ook Het Nieuwsblad besteedde reeds aandacht aan Roels en noemde hem een meteo-poëet.